# برونو غروجي
برونو غروجي (26 أبريل 1983 بكاين في فرنسا - ) (بالفرنسية: Bruno Grougi)‏ هو لاعب كرة قدم فرنسي في مركز الوسط. شارك مع منتخب فرنسا تحت 18 سنة لكرة القدم ومنتخب فرنسا تحت 19 سنة لكرة القدم. أما مع النوادي، فقد لعب مع نادي بريست ونادي تشيربورغ ونادي كاين ونادي كليرمونت 63.

## وصلات خارجية
- برونو غروجي على موقع قاعدة بيانات كرة القدم.إي يو (الإنجليزية)
- برونو غروجي على موقع ليكيب (الفرنسية)
- برونو غروجي على موقع ناشيونال فوتبول تيمز (الإنجليزية)
- برونو غروجي على موقع Soccerbase.com (لاعب) (الإنجليزية)
- برونو غروجي على موقع Soccerway.com (الإنجليزية)
- برونو غروجي على موقع AS.com (الإسبانية)